# 科爾菲爾德鎮區 (北達科他州迪瓦德縣)
科爾菲爾德鎮區（英語：Coalfield Township）是位於美國北達科他州迪瓦德縣的一個鎮區。

## 地方資料
科爾菲爾德鎮區的面積為92.33平方千米，當中陸地面積為91.69平方千米，而水域面積為0.64平方千米。根據2020年美國人口普查的數據，當地共有人口47人，而人口密度為每平方千米0.51人。